# La Singularité
La Singularité was een koffieplantage in het district Commewijne in Suriname. De plantage lag tussen Hecht en Sterk en Zorg en Hoop aan de Commewijnerivier.
De opening van Fort Nieuw-Amsterdam in 1747 betekende dat het gebied erachter beschermd was. In dit moerasgebied werden gronden uitgegeven van 500 akkers groot. Een ervan werd gekocht door Jan Nepveu die de plantage de naam La Singularité gaf, in het ST ook wel Nové als alternatieve schrijfwijze voor Nepveu. Later werd hij gouverneur van Suriname.
Mr. Laurens Johannes Nepveu, diens oudste zoon, erfde de plantage. Later breidde hij haar uit met 500 akkers. Hij was niet woonachtig in Suriname, maar in Utrecht, en had daarnaast het eigendom over Ma Retraite.
Een brand verwoeste meer dan een kwart van de plantage in 1779. In 1810 ontdekte een patrouille een groot kamp met veel weggelopen slaven dat geheel vernield werd. Zijn houding ten opzichte van de slaven was vergelijkbaar met veel andere afwezige eigenaren in die tijd. Zo maande hij zijn administrateur aan tot productieverhoging zonder dat dit ten koste mocht gaan van extra kosten of sterfte onder slaven.
Het bezit van de plantage ging hierna over naar Majorin Elisabeth Bijval die er met de verbouw van suiker begon. Zij was ook eigenaar van de katoenplantage Bremen aan de Warrappakreek. Zij was gehuwd met John Buschman; als volgende eigenaar staat M.E. Buschman vermeld.
Jan Frederik Taunay was de grootste administrateur van Suriname. Hij was hierna eigenaar van de plantage, evenals enkele plantages ernaast. Alles bij elkaar had hij een aaneengesloten bezit van circa twee kilometer rivierlengte. Op La Singularité stond een stoommachine die het suikerriet verwerkte voor al zijn plantages. Acht familieleden Taunay erfden de plantage na zijn dood. Sinds emancipatie in 1863 zijn er geen vermeldingen meer van de plantage.
A la bonne heure · Anna's Zorg · Akkerboom · Alliance · Alkmaar · Andresa · Auka · Andreesgift · Bantaskine · Barbados · Batavia · Beekenhorst · Belladrum · Bellevue · Belwaarde · Beninenburg · Berg en Dal · Bergen op Zoom · Berlijn (Commewijne) · Berlijn (Para) · Bethlehem · Boksweide · Boston · Botany Bay · Boxel · Bronswijk · Brouwerslust · Bruinendaal · Bucklebury · Buitenrust · Burnside · Cadrosspark · Caledonia · Campenburg · Cannewapibo · Catharina Sophia · Clevia  · Cliffort-Kokshoven · Clyde · Concordia · Concordia en een Kwart Lot · Courcabo · De Dageraad · De Goede Vriendschap · De Resolutie · De Vier Hendrikken · Diamond · Dijkveld · Domburg · Dordrecht · Eendragt · Elisabeth's Hoop · Ellen · L'Espérance (Nickerierivier) · L'Espérance (Surinamerivier) · Esthersrust · Fairfield · Fortuin · Flora · Florentia · Frederiksburg · Frederiksdorp · Frederikslust · Geertruidenberg · Geyersvlijt · Glensander · Gloria · Groot Chatillon · Groot Marseille · Guadeloupe · Hague · Hamburg · Hamilton · Hamptoncourt · Hannover · Hazard · Hebron · Hecht en Sterk · Hooyland · Hope · Houttuin · Huntly · Huwelijkszorg · Inverness · Jagtlust · Jodensavanne · Johan & Margaretha · Johanna Catharina · Johanna Maria · Johannesburg · John · Katwijk · Kent · Kerkshoven · Killenstein · Klein Bellevue · Kleinhoop · Krappahoek · Kroonenburg · Kwatta · La Jalousie · La Prosperité · La Rencontre · La Ressource (Saramacca) · La Ressource (Surinamerivier) · La Singularité · Laarwijk · Leasowes · Leliëndaal · Leonsberg · Livorno · Longmay · Lunenburg · Lust en Rust · Lustrijk · Maasstroom · Margarethenburg · Maria Petronella · Mariënbosch · Mariënburg · Margaretha's Gift · Mary's Hope · Meerzorg · Merveille · Moed en Kommer · Mon Bijou · Mon Souci · Mon Trésor · Monnikendam · Mopentibo · Morgenster · Moy · Nieuw Mocha · Nieuwzorg · Nieuwe Aanleg · De Nieuwe Grond · Nijd en Spijt · Novar · Nursery · Nut en Schadelijk · Onoribo · Onverwacht · Oranibo · Ornamibo · Overbrug · Overtoom 
· Oxford · Palestina · Paradise · Persévérance · Petersburg · Picardië · Peperpot · Pieterszorg · Plaisance · Poelwijk · Potosie · Purmerend · Reijnsdorp · Reijnsfort · Rijnberk · Roosenburg · Rorac · Rust en Werk · Rustenburg · Saltzhalen · Sans Souci · Saphir · Sarah · Sardam · Schaapstede · Schoonoord · Sinabo en Gelre · Sint Barbara · Sint Eustatius · Slootwijk · Sorgvliet · Spieringshoek · Standvastigheid · Suidwijn · Suzanna's Daal · Toevlugt (Surinamerivier) · Tout Lui Faut · Toledo · Totness · Tyronne · 't Vertrouwen · Victoria · Vierkinderen · Visserszorg · Voorburg · Voorzorg (Saramacca) · Vossenburg · Vredenburg · Vriendsbeleid en Ouderzorg · Vreeland · Waltonhall · Waldijk · Waterloo · Wederzorg · Welbedacht · Welgelegen (Commewijne) · Welgelegen (Coronie) · Welgevallen · Weltevreden · Wolffs Capoerica · Wolfenbüttel · 't Ylant · Zoelen · Zorg en Hoop (hout) · Zorg en Hoop (indigo) · Zorg en Hoop (katoen) · Zorg en Hoop (suiker)